# Balzola
Balzola (Bàlzola, Bàussla in piemontese) è un comune italiano di 1 225 abitanti della provincia di Alessandria in Piemonte. Al confine tra le province di Alessandria e Vercelli, alla sinistra del fiume Po, sorge Balzola sviluppatosi all'incrocio di alcune strade secondarie.
Il territorio comunale è intersecato da una fitta rete di roggie: qui l'acqua è elemento fondamentale più che altrove in quanto la coltura prevalente è quella del riso.
L'etimologia del nome sembra derivare da un cambiamento morfologico del territorio creato dall'erosione delle rive del Po e va ricollegata al termine latino balteum, il cui significato è balzo e al suo diminutivo balteola.

## Storia
A testimonianza dell'origine romana con il nome di Carbantia, si sono susseguiti numerosi ritrovamenti di tombe, vasellame, tratti di pavimentazione stradale, mentre il ricordo dei secoli successivi è affidato anche ai monumenti storici di pregio.
Il paese fu concesso da Ottone III all'abbazia della Novalesa, da cui passò a Vercelli nella persona del vescovo Leone, facendo parte del sistema foraneo difensivo della città. Sottomesso alla giurisdizione dei marchesi del Monferrato, venne di volta in volta concesso a diversi feudatari, tra i quali i conti di Biandrate.
Nel 1615 Balzola venne devastata e incendiata dalle truppe di Carlo Emanuele I di Savoia, per impedire agli spagnoli di insediarsi in un centro ritenuto strategico. Durante la Seconda guerra d'Indipendenza, nel maggio 1859, fu teatro di un aspro combattimento con gli Austriaci.

### Simboli
Lo stemma comunale è trinciato d'argento e di rosso: nella prima partizione è raffigurato un falcetto che miete un fascio di spighe, nella seconda un leone rampante d'oro. Il gonfalone è costituito da un drappo di azzurro.

## Monumenti e luoghi d'interesse
- Castello Panziera-Garofalo. Castello neogotico, costruito negli anni venti dello scorso secolo su progetto dell'Arch. Carrera, ha la torre principale alta oltre 30 metri. Sito in Via Palestro 9, è una rinomata location per cerimonie.[6][7]
- Resti del Castello vecchio, di origine medioevale, ma ampiamente rimaneggiato nel tempo.[6][8]
- La parrocchiale dell'Assunta fu eretta nel XVIII secolo su disegno di Ottavio Magnocavallo. Ospita un pregevole dipinto di Orsola Caccia, figlia del Moncalvo, di cui è presente una tela nella cappella di San Rocco.[9]
- Nella barocca chiesa di San Michele sono conservati numerosi lavori dell'artista Pietro Francesco Guala, tra i quali una Scala di Giacobbe, firmata e datata 1722.[10]

## Società

### Evoluzione demografica
Abitanti censiti

## Economia
Dalle risaie deriva anche la principale risorsa economica del paese e alla lavorazione di questo prodotto sono indirizzate alcune attività industriali sorte in zona. La produzione dei foraggi alimenta invece l'allevamento del bestiame. La maggior parte degli abitanti dei Balzola che ha lasciato i campi per l'industria, trova occupazione nelle aziende dei vicini centri di Morano sul Po e di Casale Monferrato.

## Amministrazione
Di seguito è presentata una tabella relativa alle amministrazioni che si sono succedute in questo comune.
| Periodo        | Periodo        | Primo cittadino      | Partito                                                        | Carica  | Note   |
| -------------- | -------------- | -------------------- | -------------------------------------------------------------- | ------- | ------ |
| 4 giugno 1985  | 25 maggio 1990 | Francesco Bonafè     | Partito Comunista Italiano                                     | Sindaco | [ 12 ] |
| 25 maggio 1990 | 24 aprile 1995 | Francesco Bonafè     | Partito Democratico della Sinistra, Partito Comunista Italiano | Sindaco | [ 12 ] |
| 24 aprile 1995 | 14 giugno 1999 | Francesco Bonafè     | centro-sinistra                                                | Sindaco | [ 12 ] |
| 14 giugno 1999 | 14 giugno 2004 | Francesco Bonafè     | lista civica                                                   | Sindaco | [ 12 ] |
| 14 giugno 2004 | 8 giugno 2009  | Luigi Carturan       | lista civica                                                   | Sindaco | [ 12 ] |
| 8 giugno 2009  | 26 maggio 2014 | Gianfranco Bergoglio | lista civica Futura Balzola                                    | Sindaco | [ 12 ] |
| 26 maggio 2014 | 27 maggio 2019 | Armanda Grignolio    | lista civica Balzola viva                                      | Sindaco | [ 12 ] |
| 27 maggio 2019 | 9 giugno 2024  | Marco Torriano       | lista civica Futura Balzola                                    | Sindaco | [ 12 ] |
| 9 giugno 2024  | in carica      | Marco Torriano       | lista civica Futura Balzola                                    | Sindaco | [ 12 ] |